# 2층에서 들려오는 노래
《2층에서 들려오는 노래》(스웨덴어: Sånger från andra våningen, 영어: Songs from the Second Floor)는 스웨덴에서 제작된 로위 안데르손 감독의 2000년 블랙 코미디 드라마 이다. 안데르손이 각본, 제작까지 맡았으며, 라르스 노르드 등이 출연하였다. 2000년 10월 6일 스웨덴에서 극장 개봉되었다. 페루 시인 세사르 바예호의 시가 주요 모티프로 쓰였다.
뒤이어 나온 《유, 더 리빙》(2007), 《비둘기, 가지에 앉아 존재를 성찰하다》(2014)와 함께 삼부작을 이룬다.

## 줄거리
북구의 한 도시에서 기이한 사건들이 연속 발생한다. 종업원이 부당하게 해고되고, 복잡한 시내에서 길잃은 이민자가 건물을 돌며 집을 찾지만 아무도 응대해 주지 않고 심지어 심하게 폭행하기까지 한다. 마술사는 남자를 상자에 넣고 칼로 써는 마술을 시도하지만 실패하고 상자 속 남자는 배가 터진 채 병원을 찾는다.
이런 혼란한 상황에서 칼은 보험금을 타 내기 위해 자신의 가구점을 불태우기로 결심한다.
다음 날 도시 지도자들이 광기에 휩싸이고 도시는 끔찍한 교통란에 시달리면서 혼란의 징후들이 나타나기 시작한다. 새로운 세기를 앞두고 사람들이 정신적 혼란을 겪고 있는 가운데 칼은 서서히 세상의 기이함을 깨닫고 인간답게 산다는 것이 얼마나 힘든가를 알아 가기 시작한다.

## 출연진
- 라르스 노르드
- 스테판 라르손

## 같이 보기
- 세사르 바예호